# Sergei Alexandrowitsch Toltschinski
Sergei Alexandrowitsch Toltschinski (russisch Сергей Александрович Толчинский; * 3. Februar 1995 in Moskau) ist ein russischer Eishockeyspieler, der seit 2025 beim HK Metallurg Magnitogorsk in der Kontinentalen Hockey-Liga unter Vertrag steht.

## Karriere
Sergei Toltschinski begann seine Karriere als Eishockeyspieler in seiner Geburtsstadt in der Nachwuchsabteilung von HK ZSKA Moskau. 2012 ging der Flügelstürmer nach Nordamerika zu Sault Ste. Marie Greyhounds aus der Ontario Hockey League, die ihn beim CHL Import Draft 2012 an insgesamt zwölfter Stelle ausgewählt hatten.
Im August 2013 wurde er von den Carolina Hurricanes per Dreijahres-Einstiegsvertrag verpflichtet. Am 31. März 2016 debütierte er in der NHL.
Nach sechs Jahren in Nordamerika kehrte Toltschinski im Juni 2018 in seine Heimat zurück und schloss sich wieder dem HK ZSKA Moskau aus der Kontinentalen Hockey-Liga (KHL) an. Nach Ablauf seines Vertrages mit dem ZSKA und 80 KHL-Partien für den Armeesportklub wechselte Toltschinski im Mai 2020 zum HK Awangard Omsk, bei dem er einen Zweijahresvertrag erhielt. Mit Awangard gewann er 2021 den Gagarin-Pokal als Playoff-Sieger der KHL. 2023 schloss er sich für zwei Jahre dem SKA Sankt Petersburg an, bevor er 2025 zum HK Metallurg Magnitogorsk weiterzog.

### International
Für Russland nahm Toltschinski im Juniorenbereich an der World U-17 Hockey Challenge 2012, Ivan Hlinka Memorial Tournament 2012, U18-Junioren-Weltmeisterschaft 2013 sowie U20-Junioren-Weltmeisterschaft 2015 teil und gewann 2012 mit seiner Mannschaft die Gold- bzw. 2015 die Silbermedaille.
Mit der Mannschaft des Russischen Olympischen Komitees nahm er erstmals an der Weltmeisterschaft 2021 teil.

## Erfolge und Auszeichnungen
- 2015 OHL Third All-Star Team
- 2021 Gagarin-Pokal-Gewinn mit HK Awangard Omsk

### International
- 2012 Goldmedaille bei der World U-17 Hockey Challenge
- 2012 All-Star-Team der World U-17 Hockey Challenge
- 2015 Silbermedaille bei der U20-Junioren-Weltmeisterschaft

## Karrierestatistik
Stand: Ende der Saison 2021/22

### International
Vertrat Russland bei:
| - World U-17 Hockey Challenge 2012 - Ivan Hlinka Memorial Tournament 2012 - U18-Junioren-Weltmeisterschaft 2013 | - U20-Junioren-Weltmeisterschaft 2015 - Weltmeisterschaft 2021 |

(Legende zur Spielerstatistik: Sp oder GP = absolvierte Spiele; T oder G = erzielte Tore; V oder A = erzielte Assists; Pkt oder Pts = erzielte Scorerpunkte; SM oder PIM = erhaltene Strafminuten; +/− = Plus/Minus-Bilanz; PP = erzielte Überzahltore; SH = erzielte Unterzahltore; GW = erzielte Siegtore; 1 Play-downs/Relegation; Kursiv: Statistik nicht vollständig)